# Fort Minor
Fort Minor este un proiect paralel al lui Mike Shinoda, care se axează pe muzica hip hop. Shinoda este mai cunoscut ca fiind chitaristul, rapperul și producătorul trupei americane de rock Linkin Park.

## Discografie

### Albume
| An   | Titlu | Poziția maximă | Poziția maximă | Poziția maximă | Poziția maximă | Poziția maximă | Poziția maximă | Poziția maximă | Poziția maximă | Poziția maximă |
| An   | Titlu | US             | AUT            | FIN            | FRA            | GER            | NZ             | ELV            | UK             |                |
| ---- | --- | -------------- | -------------- | -------------- | -------------- | -------------- | -------------- | -------------- | -------------- | -------------- |
| 2005 | Instrumental Album: The Rising Tied - Lansat pe: 1 ianuarie 2005 - Casa de discuri: Machine Shop / Warner Bros. | —              | —              | —              | —              | —              | —              | —              | —              |                |
| 2005 | The Rising Tied - Lansat pe: 22 noiembrie 2005 - Casa de discuri: Machine Shop / Warner Bros.                   | 51             | 37             | 151            | 79             | 25             | 22             | 42             | 142            |                |

### Mixtapes
- 2005: Fort Minor: Sampler Mixtape
- 2005: Fort Minor: We Major

### EPs
- 2006: Sessions@AOL

### Single-uri
| Titlu | An   | Poziția maximă | Poziția maximă | Poziția maximă | Poziția maximă | Poziția maximă | Poziția maximă | Poziția maximă | Poziția maximă | Poziția maximă | Poziția maximă | Certificat      | Album           |
| Titlu | An   | US             | AUS            | AUT            | FIN            | FRA            | GER            | NLD            | NZ             | ELV            | UK             | Certificat      | Album           |
| --- | ---- | -------------- | -------------- | -------------- | -------------- | -------------- | -------------- | -------------- | -------------- | -------------- | -------------- | --------------- | --------------- |
| "Petrified" | 2005 | —              | —              | —              | —              | —              | —              | —              | —              | —              | —              |                 | The Rising Tied |
| "Remember the Name" (featuring Styles of Beyond)                                                                 | 2005 | 66             | —              | —              | —              | —              | —              | —              | —              | —              | —              | - RIAA: Platină | The Rising Tied |
| "Believe Me" | 2005 | —              | 43             | 47             | 5              | —              | 29             | 58             | —              | —              | 92             |                 | The Rising Tied |
| "Where'd You Go" (featuring Holly Brook și Jonah Matranga)                                                       | 2006 | 4              | 41             | 29             | 8              | 24             | 18             | 15             | 14             | 62             | —              | - RIAA: Platină | The Rising Tied |
| "Get It / Spray Paint & Ink Pets (Promo CD)" (interpretat de Ghostface Killah feat. Mike Shinoda și Lupe Fiasco) | 2006 | —              | —              | —              | —              | —              | —              | —              | —              | —              | —              |                 | We Major        |
| "—" arată o piesă ce fie nu a fost lansată în acel stat sau nu a reușit să intre în top.                         |      |                |                |                |                |                |                |                |                |                |                |                 | We Major        |

### Videoclipuri
| Data              | Titlu               | Regizor         |
| ----------------- | ------------------- | --------------- |
| 12 ianuarie 2005  | "Petrified"         | Robert Hales    |
| 26 februarie 2005 | "Remember the Name" | Kimo Proudfoot  |
| 12 decembrie 2005 | "Believe Me"        | Laurent Briet   |
| 29 mai 2006       | "Where'd You Go"    | Philip Andelman |

## Legături externe
- Fort Minor's Official Website